# Vir perfectissimus
Vir perfectissimus (с лат. — «превосходнейший муж») — один из позднеримских титулов, присваивавшийся представителям исчезавшего сословия всадников.
Впервые титул зафиксирован ещё при Марке Аврелии, во II веке. Начал активно употребляться с III века. Первоначально перфектиссимами называли верхушку всаднического сословия: префектов флота, префектов анноны, прокураторов и других чиновников. Особое распространение титул получил при Константине Великом, формируя по сути новое сословие, пришедшее на смену эквитам. При Константине «превосходнейшие мужи» находились в социальной иерархии сразу после сенаторов (обладавших титулами клариссимов, спектабилей и иллюстриев).
Обладателей титула perfectissimus можно разделить на четыре категории:
- чиновники, занимающие или занимавшие должности, дававшие право на титул перфектиссима (список таких должностей известен предположительно);
- чиновники, занимавшие должности, не дававшие права на титул, но получавшие его через несколько лет службы или при выходе на пенсию;
- главы некоторых корпораций (например, торговых) и куриалы, прошедшие все муниципальные должности;
- получившие от императора кодикил — то есть назначение на почетную должность, дающую право на титул. Таких почетных перфектиссимов в IV веке было весьма много. Они получали те же почести, что и прочие обладатели титула, но не имели их привилегий и налоговых льгот.

К концу IV века перфектиссимат разделился на три части — появились перфектиссимы ordinis primi, ordinis secundi, ordinis tertii — все эти чиновники разных рангов были служителями разных дворцовых служб.
Обладание этим титулом давало право на некоторые налоговые привилегии, а также правовые привилегии — например, снижение наказания за преступления. Стремление провинциалов к обретению титула вероятно, было связано с желанием уменьшить влиянии курий — исполнение куриальных повинностей часто вело к разорению. Все это способствовало большому количеству «покупных» титулов, с которыми императоры пытались бороться, в том числе лишая обладателей таких титулов налоговых льгот. Постепенно должности, дающие право на перфектиссимат, перешли в разряд клариссимата, и титул заметно обесценился. В конце IV века он был уже гораздо менее значительным, чем в начале. Тем не менее им продолжали награждать второстепенных чиновников. Окончательно титул вышел из употребления в V веке, когда в процессе обесценивания титулов был фактически замещен клариссиматом.
Титул не мог передаваться по наследству, однако жены перфектиссимов имели право носить титул мужа — однако, если женщина во второй раз выходила замуж за человека без титула, она его не сохраняла.